# 丸山浩 (モータースポーツ関係者)
丸山 浩（まるやま ひろし、1964年1月10日 - 、東京都出身）は、日本のプロレーサー、モータージャーナリスト、プロデューサー。国際A級ライセンス所有。株式会社WITH ME代表。

## 経歴
オートバイ免許取得後、ツーリングで遊びに行った筑波サーキットで「いまならすぐ走れてサーキットライセンスを取得できるよ」と言われたのをきっかけにサーキットを初走行。1985年に筑波サーキットでプロダクションレースに参戦しオートバイロードレースデビュー。1985年型のヤマハ・TZ250を購入し、翌1986年より全日本ロードレース選手権のジュニア250ccクラスに参戦。1987年にジュニア250ccクラスランキング第3位を獲得する。同じカテゴリーには岡田忠之（ランキング2位）、伊藤真一（ランキング5位）、新垣敏之なども参戦しており、ロードレース界での同期選手である。
1989年より国際A級に昇格。それ以降、20年以上に及ぶレース経験を積み重ね、鈴鹿8時間耐久ロードレースへの出場も13回を数える。1997年からは4輪デビューも果たし、1998年と1999年には2年連続でスーパー耐久シリーズへ参戦している。
上記の活動を進める一方、モータージャーナリストとして数誌での連載を抱えながら、1990年には有限会社丸山エンタープライズを設立。後に株式会社WITH MEとなったそこで、代表取締役の神永 暁（かみなが ぎょう）と共に代表を務めながら、モータースポーツ関連のチューナーやプロデューサー、映像クリエイターとしても活動している。
2017年8月26日 - 8月27日にはツインリンクもてぎにて一般参加の耐久レース「もて耐」で2日間11時間耐久に挑み、第1回から20年間連続での参加を「皆勤賞」として表彰された6人のうち1人となった。